# Gnumeric
Gnumeric es una hoja de cálculo libre que forma parte del entorno de escritorio libre GNOME. La versión 1.0 de Gnumeric fue publicada el 31 de diciembre de 2001. Gnumeric es distribuida como software libre bajo la licencia GNU GPL; Su intención es, junto con todo el software libre, reemplazar al software privativo y hojas de cálculo no libres como Microsoft Excel.
Gnumeric fue creado por Miguel de Icaza, pero él en la actualidad trabaja en otros proyectos. El encargado actual del proyecto es Morten Welinder.

## Características
Gnumeric es capaz de importar y exportar datos en distintos formatos, lo que lo hace compatible con otros programas como Excel, Applix, Quattro Pro, PlanPerfect, Sylk, DIF, Oleo, SC, StarOffice, OpenOffice.org, y Lotus 1-2-3. Su formato nativo es XML, comprimido con gzip.  También importa y exporta varios formatos de texto, como tablas HTML o texto separado por comas.
Gnumeric se distribuye según las condiciones de la Licencia Pública General de GNU. Ha sido portado a MS Windows (Versiones 2000 y superiores).  Para noviembre de 2010 la versión disponible para windows es: 1.12.9. Luego la versión para windows fue discontinuada.
El programa Gnumeric en compañía de Abiword y otros programas es a veces llamado Gnome Office y se presenta como una alternativa ligera a suites de oficina como OpenOffice.org, LibreOffice o KOffice.